# Logunovium scortillum
Logunovium scortillum is een vlinder uit de familie spinneruilen (Erebidae), onderfamilie beervlinders (Arctiinae). De wetenschappelijke naam van de soort is voor het eerst geldig gepubliceerd in 1875 door Wallengren.
Deze nachtvlinder komt voor in tropisch Afrika.